# Presa de Almendra
La presa de Almendra, también conocida como salto de Villarino, es una obra de ingeniería hidroeléctrica construida en el curso inferior del río Tormes. Está situada a 5 km de la localidad salmantina de Almendra y a 7 km de la zamorana población de Cibanal, en la comunidad autónoma de Castilla y León, España. Constituye la presa más alta y el tercer embalse por capacidad de España, siendo uno de los más extensos.
El tramo en el que se sitúa se conoce como las arribes del Tormes, una profunda depresión geográfica originada por la erosión milenaria del río.
Forma parte del sistema Saltos del Duero junto con las infraestructuras instaladas en Aldeadávila, Castro, Ricobayo, Saucelle y Villalcampo.

## La presa
La presa de Almendra es la más alta de España, posee una altura de 202 m, es de tipo Bóveda y está construida a base de 2 188 000 m³ de hormigón. Tiene una longitud de coronación de 567 metros, por los que discurren la SA-315 y la ZA-315.

## La central

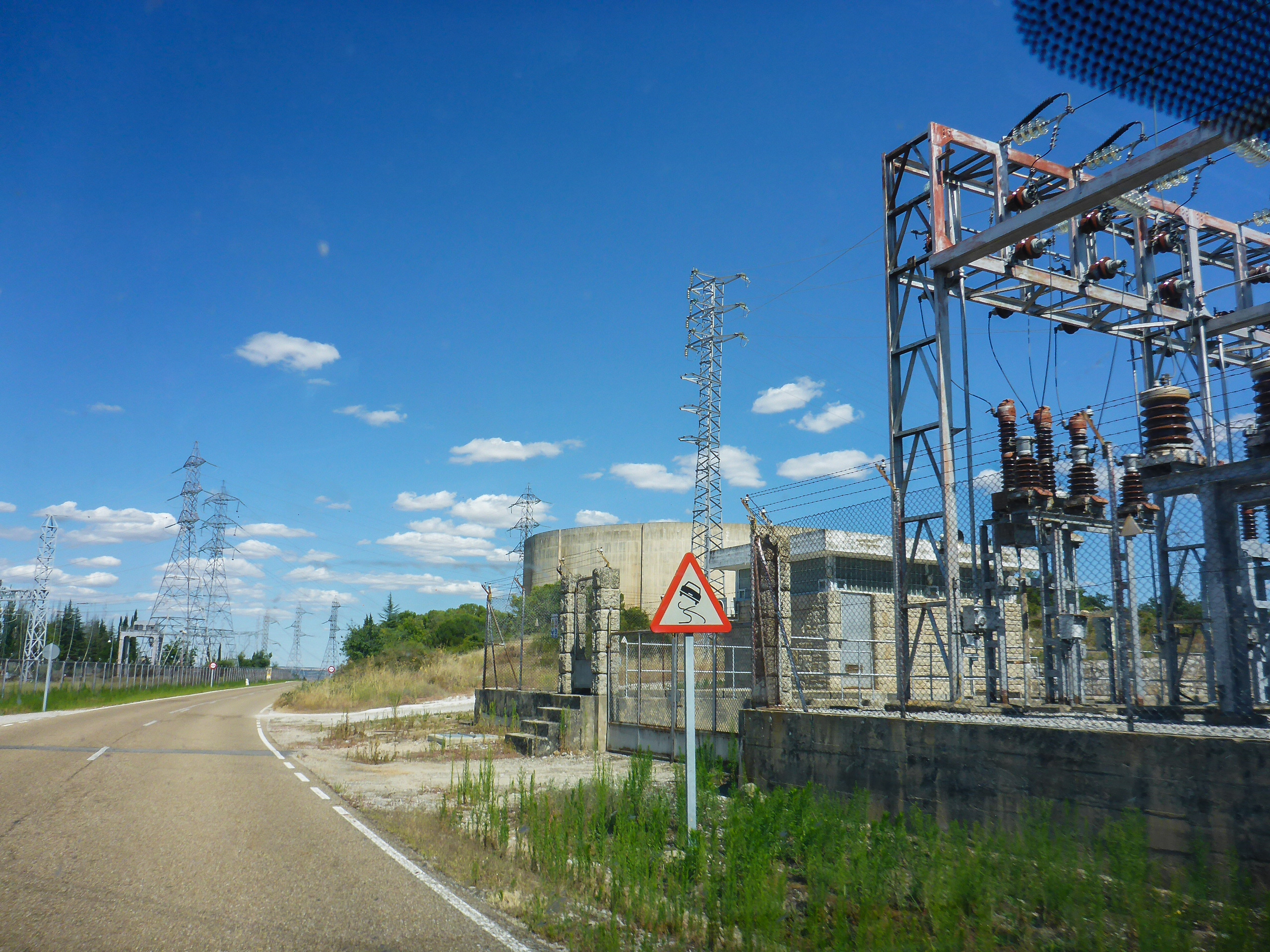
Subestación de Villarino

La hidroeléctrica está situada unos kilómetros más al oeste, en Villarino de los Aires, de ahí que a esta infraestructura también se la conozca como Salto de Villarino. En esta localidad se construyeron los poblados de La Rachita y Santa Catalina para dar cobijo a los trabajadores.
Es una obra que, tanto en su diseño como en su concepción, derrocha "grandes dosis" de ingenio. Las turbinas no se encuentran a pie de presa, con lo que conseguiríamos una altura de 202 m; sino que tiene una toma de agua casi en la cota inferior y esta discurre por un túnel excavado en la roca de 7,5 m de diámetro y 15 000 m de longitud. Esta galería casi al final se bifurca en dos de 5 m de diámetro y cada una de estas a su vez, en dos metálicas de 2,8 m, las cuales alimentan a cada uno de los cuatro grupos turbina-alternador; desaguando estos en el embalse de Aldeadávila, en el río Duero. Con esto se consigue obtener una altura de 410 m, con una superficie de embalse de solo 8650 ha. Para conseguir esa altura, en un salto convencional, se hubiese necesitado inundar una superficie varias veces mayor.
Además, los grupos turbina-alternador son reversibles y pueden funcionar como motor-bomba aprovechando el excedente de energía en la red que se produce durante la noche debido a que, al descender el consumo no es capaz de absorber la producción de centrales que no se detienen durante la noche (nucleares, térmicas y eólicas principalmente) para invertir su funcionamiento y bombear agua desde el embalse de Aldeadávila (Duero) en la parte inferior, al de Almendra (Tormes) en la parte superior. De este modo el embalse de Almendra sirve como reserva para contener las aguas del Duero en momentos de grandes crecidas y se dispone de un mayor caudal turbinable cuando se produce un pico en la demanda. Es capaz de invertir el funcionamiento (producción de electricidad - bombeo) en un espacio de tiempo muy corto.

## El embalse

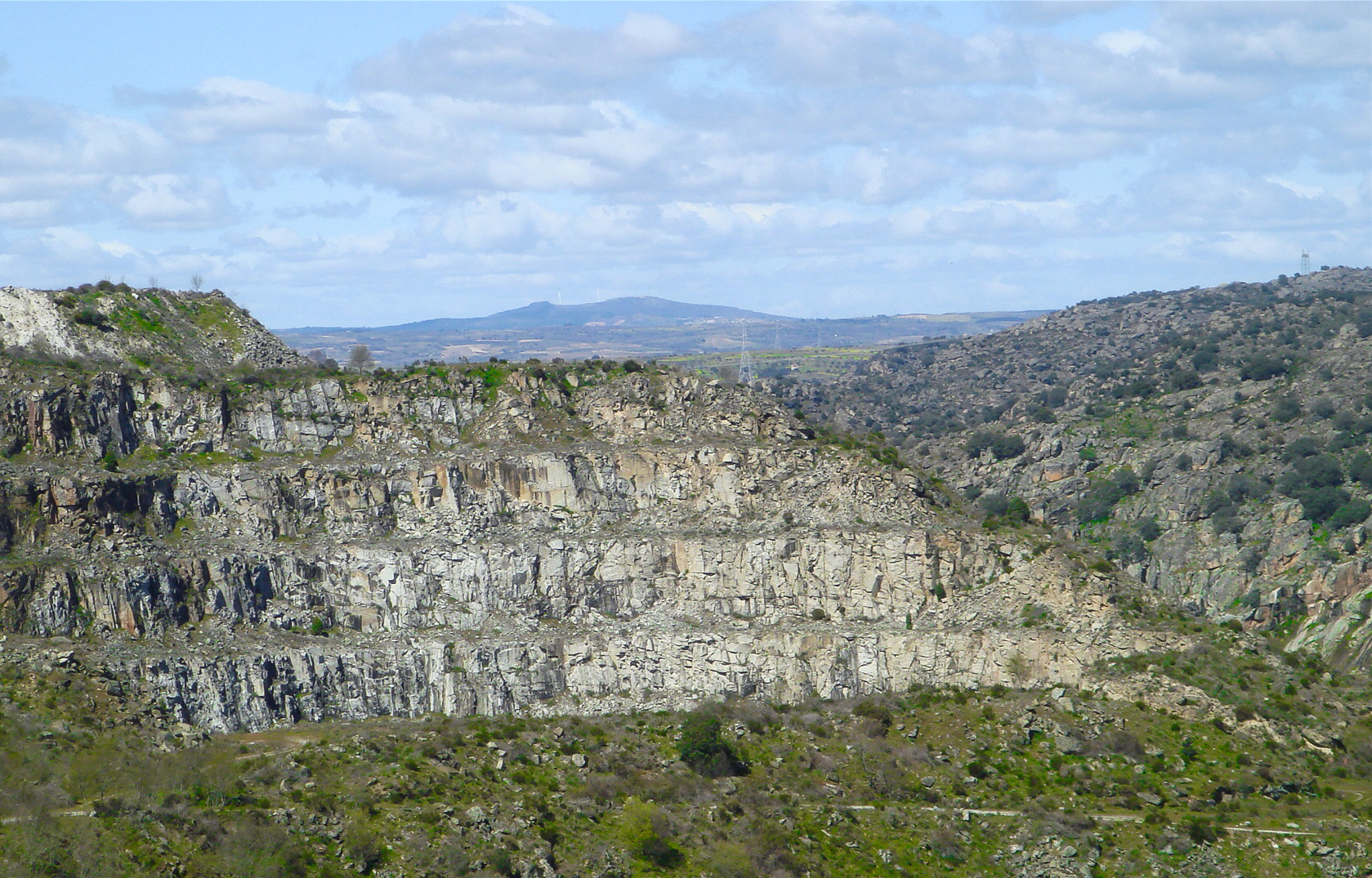
Cantera

El de Almendra es el tercer embalse con mayor capacidad de España, después del de La Serena y el de Alcántara, ambos en Extremadura. Se extiende por 8650 hectáreas de superficie por la que discurre el cauce natural del río Tormes a su paso por los arribes. La superficie de la cuenca vertiente es de 7100 km². Posee una capacidad de 2648 hm³ de agua.
Su construcción supuso el abandono y posterior anegación de la localidad zamorana de Argusino, que contaba con cerca de 400 habitantes antes de construirse la presa y ser anegado. En la actualidad el territorio del antiguo municipio de Argusino se integra en los de Villar del Buey y Salce. Los términos municipales que se vieron afectados por el embalse son los de Almendra, Carbellino, El Manzano, Ledesma, Monleras, Roelos de Sayago, Salce, Sardón, Villar del Buey y Villaseco.
Los Ramajales fue el pueblo que se construyó durante su construcción en la década de 1960. Este contó con cerca de 9000 habitantes y contaba con cine y pistas de baile. En la actualidad solo queda, en recuerdo de su pasado, el restaurante La Choza. 